# Podlesie Wysokie
Podlesie Wysokie – wieś w Polsce, położona w województwie wielkopolskim, w powiecie wągrowieckim, w gminie Mieścisko.
W latach 1975–1998 miejscowość administracyjnie należała do województwa poznańskiego.